# Melectini
Melectini (лат.) — триба настоящих пчёл подотряда стебельчатобрюхие отряда перепончатокрылые насекомые.

## Характеристика
Клептопаразиты близких родов пчёл (Anthophorini). От Nomadinae отличаются деталями жилкования крыльев (маргинальная ячейка короче, чем первые две субмаргинальные ячейки). Как и другие пчёлы-кукушки не обладают приспособлениями для опыления и сбора пыльцы (нет корзиночек на ногах, модифицированных волосков на теле и т. д.).

## Распространение
Распространены всесветно. В Европе 35 видов и 2 рода (Melecta, Thyreus).

## Классификация
Триба Melectini включает 9 родов или 12 родов (с учётом повышения подрода до рода Eupavlovskia, Paracrocisa и Pseudomelecta из состава рода Melecta).
- Afromelecta Lieftinck 1972
- Brachymelecta Linsley 1939 (=Xeromelecta Linsley 1939)
- Eupavlovskia Popov, 1955[2]
- Melecta Latreille 1802 (= Bombomelecta, Symmorpha)
- Sinomelecta Baker 1997
- Tetralonioidella Strand 1914 (= Callomelecta, Protomelissa)[2]
- Thyreomelecta Rightmyer & Engel 2003
- Thyreus Panzer 1806 (= Crocissa, Crocisa)
- Zacosmia Ashmead 1898 (= Micromelecta )

Некоторые из них (Afromelecta, Melecta, Xenomelecta) имеют подроды, которым иногда придают самостоятельный родовой статус.